# Petra Meier-Walczewski
Petra Meier-Walczewski, née le 27 avril 1968, est une coureuse cycliste suisse.

## Palmarès sur route

### Jeux Olympiques
- 1992 Barcelone
  - 22e de la course en ligne

### Championnats du monde
- 1991 Stuttgart
  - 24e de la course en ligne
- 1994 Agrigente
  - 10e de la course en ligne

### Par années
- 1993
  - 3e de Stausee Rundfahrt - Klingnau
  - 3e du Tour de Leimental
- 1994
  - 3e de Steinmaur

### Grands tours

#### Tour d'Italie
- 1993 : 27e, victorieuse de la 1er étape
- 1994 : 37e

#### La Grande Boucle
- Tour cycliste féminin
  - 1992 : 45e